# Cratere Unitkak
Unitkak  è un cratere sulla superficie di Venere.